# Ginga: Nagareboshi Gin
Ginga: Nagareboshi Gin (銀牙 -流れ星 銀-? lett. "Zanna d'argento: La stella cadente Gin"), spesso abbreviato in GNG, è un manga scritto e illustrato da Yoshihiro Takahashi. L'idea di Takahashi è stata ispirata da un articolo di giornale del 1980, in cui si narrava di diversi cani domestici che fuggivano dai loro padroni per unirsi in branchi selvaggi fra le montagne. È stato pubblicato dalla Shūeisha sulla rivista Weekly Shōnen Jump dal 1983 al 1987, e raccolto in 18 volumi. Ha ricevuto nel 1986 lo Shogakukan Manga Award per la miglior serie shōnen.
Il manga è stato tradotto in molti paesi tra cui in cinese, coreano, thailandese e finlandese, ha avuto molte recensioni positive ed è stato accolto con entusiasmo. In Finlandia, in particolare, l'attività degli appassionati è ancora molto alta.
Ginga: Nagareboshi Gin è stato adattato in 21 episodi dalla serie televisiva Toei Animation. Nei paesi occidentali l'anime è stato pubblicato in un insieme di quattro VHS, e censurato per le immagini violente. Ciò ha portato alla rimozione di diverse scene, tra cui tutti i filmati dagli episodi che precedono la finale di serie così come la morte di alcuni personaggi.
Nel 1999 l'autore ha deciso di ampliare la saga e ha pubblicato un sequel, Ginga Densetsu Weed.

## Trama
La serie racconta la storia di un Akita Inu di nome Gin (in giapponese "argento") che lascia il suo padrone, un ragazzo di nome Daisuke, per sposare la causa di un organizzato branco di cani randagi nella lotta contro un violento orso chiamato "Akakabuto" e, successivamente, respingere le aggressioni di un esoterico clan di lupi. L'arco di Akakabuto, il cuore della storia di GNG ed il solo trattato nell'anime, vedrà il branco di cani impegnato a reclutare alleati da tutto il Giappone per combattere il violentissimo scontro. 
L'arco dei lupi è presente solo nel manga. 

## Personaggi

### Gin e la sua famiglia
- Gin (銀) Akita Inu

Il protagonista. È un cucciolo che conduce la battaglia finale contro Akakabuto. Gin è coraggioso, leale, e un po' testardo e facilmente riconoscibile con tre cicatrici sulla fronte. Con il suo carisma, ereditato dal padre, riuscirà a formare un enorme esercito radunando tutti i cani selvatici del Giappone.
Durante tutta la storia, cresce ed aumenta di forza, coraggio ed esperienza; sarà determinante il suo ingresso nella battaglia contro l'orso Akakabuto. Gin insieme a suo padre è l'unico che può usare lo Zetsu Tenrou Battouga (绝天狼抜刀牙) l'attacco di un lupo.
Doppiato da Eiko Yamada.
- Riki (リキ) Akita Inu

Cacciatore d'orsi divenuto leggenda; figlio del grande Shiro, anche lui cacciatore professionista.
Addestrato da Takeda Gohei, quando questi sono attaccati da Akakabuto, cade da un burrone, e si pensa sia morto,
In quell'occasione, incontra il figlio Gin per la prima volta, ma non si ricorderà di lui quando lo rivedrà per una seconda volta, per colpa di un'amnesia. Riacquisterà la memoria solo durante la battaglia finale con Akakabuto, quando la vista della neve gli ricorderà il giorno in cui difese Gin dall'orso e la successiva caduta nel burrone. Verrà alla fine ferito a morte da Akakabuto e passerà il comando del branco a Gin prima di spirare. Doppiato da Banjō Ginga.
- Fuji (富士) Akita Inu

La madre di Gin. Anche se interpreta un piccolo ruolo, si è dimostrata di essere premurosa e protettiva nei confronti dei suoi cuccioli. Si dice che era un cane da caccia, ma una volta rimasta incinta di Gin e dei suoi fratelli, ha dovuto ritirarsi a prendersi cura dei suoi cuccioli.
- Shiro (シロ) Akita Inu

Nonno di Gin e padre di Riki. È stato ucciso da Akakabuto, e appare solo all'inizio del primo episodio, anche se ha avuto un ruolo più importante nello spin-off: Ginga Densetsu Riki.

### Personaggi principali
- Ben (ベン) Alano

Comandante del primo plotone di combattimento di Riki. Possiede grande portamento e carisma. Uno dei primi cani che Gin incontra insieme a Cross, la futura compagna di Ben.
In seguito ad un grave incidente, lascerà il posto di comando a Gin.
Molto coraggioso e forte, non si tira indietro di fronte a nulla; generoso e buono, ma spietato coi nemici. Doppiato da Hideyuki Tanaka.
- Cross (クロス) Saluki

Unico esemplare femminile di tutta la storia, insieme con Fuji, la mamma di Gin.
Nonostante sia una femmina, è molto forte in battaglia, e coraggiosissima; è ritenuta la più abile cacciatrice di volatili del branco.
Diventerà la compagna di Ben e con lui avrà tre cuccioli. Doppiata da Toshiko Fujita.
- John (ジョン) Pastore Tedesco

Fedelissimo ed addestratissimo, è il cane di Hidetoshi. È il primo cane che Gin incontra quando è molto piccolo; all'inizio i rapporti fra i due non saranno facili, dato il burbero carattere di John.
In seguito diventerà un fido compagno, e uno dei consiglieri di Gin insieme ad Akame. Doppiato da Hideyuki Hori.
- Moss (モス) Mastino inglese

Il leader dei cani selvatici Misty Mountains. Moss si è unito al branco di Ben, e si è rivelato un prezioso alleato nella battaglia finale. Moss ha un senso dell'umorismo piuttosto strano, e nel manga è spesso visto nuotare intorno alla barca con Smith. È una figura paterna molto gentile e premuroso. Ha un figlio, Jaguar. Doppiato da Daisuke Gōri
- Akatora, Chutora e Kurotora (赤虎, 中虎, 黒虎) Kai Ken.

Soprannominati "i cani del Diavolo", sono tre indivisibili fratelli. Abbandonati dagli umani e quasi uccisi da un cane randagio, ma poi salvati da Ben, i Kai Brothers diventano potentissimi, e si alleeranno con Ben dopo una lotta furibonda. I tre si possono distinguere dagli aspetti fisici: Akatora è la "tigre rossa", Chutora è la "tigre marrone" e senza un orecchio, Kurotora la "tigre nera" e senza un occhio.
Nessuno può sfuggire ai loro attacchi; saranno un aiuto preziosissimo.
- Smith (スミス) Spaniel francese

Comandante del terzo plotone dell'esercito di Riki, è salvato da Gin dopo una dai piani di Sniper, e diventano amici.
Tipo buffo ed impacciato, ma all'occasione sa farsi valere; il suo ruolo sarà tra i determinanti nello scontro finale.
- Akame (赤目) Kishu

Leader del clan dei Ninja di Iga.
In seguito ad una dura battaglia contro il clan di Koga, si unirà al branco di Gin, divenendo uno dei suoi più fedeli alleati.
Maestro delle tecniche di combattimento, silenziosissimo in battaglia, letale; un vero Ninja, ma dal cuore buono e generoso.
- Sniper (スナイパー) Dobermann

Il Generale di Riki fino all'arrivo di Gin di cui prende subito in antipatia per il bene del suo capo. Nutre odio nei confronti di Ben tanto da cercare di sabotare la sua missione. Viene cacciato fuori del branco dopo aver perso una lotta con Gin. Cercando ancora di eliminare Ben, prima della battaglia con Akakabuto, muore in un burrone spinto da Ben. Nel manga, sopravvive (anche se con gravi menomazioni) e diventa nemico del figlio di Gin, Weed, alleandosi con il crudele Hougen.
- Hyena (ハイエナ) Weimaraner

Aiutante di Sniper. Vigliacco e leccapiedi cambierà idea all'ultimo minuto, quando osserva Beb gettarsi in un burrone trascinando Sniper con sé e pentendosi quindi della sua codardia. Nell'anime, credendo che Ben sia morto, decide di lanciarsi anche lui nel burrone per poterlo raggiungere nell'aldilà, e viene lasciata intendere la sua morte, nel manga invece scende nel burrone dopo aver sentito la voce di Ben e per salvarlo quindi dalle grinfie di Sniper, riuscendo nell'intento. Un flashback presente nel sequel Ginga Densetsu Weed rivela poi il suo successivo combattimento contro Sniper per difendere un ferito Ben e dargli il tempo di fuggire, scontro nel quale avrà però la peggio venendo apparentemente ucciso dal dobermann.
- Kurojaki (黒邪鬼) Shikoku Inu

Capo del clan di Koga è l'acerrimo nemico di Akame.
È l'unico cane che ha il privilegio di usare una kama (arma). Dopo essere stato accecato da un occhio da Gin e sconfitto, muore suicida insieme ai suoi seguaci, bruciato nella casata degli Iga data alle fiamme da Akame stesso. Suo figlio Tesshin, si unirà al branco di Gin ma si vedrà in un ruolo principale in Ginga Densetsu Weed. Doppiato da Kōji Tsujitani.
- Benizakura (红桜) Tosa inu

Diventato famoso come "il cane più forte del mondo" si unirà al branco di Gin dopo una prima incertezza.
Morirà annegato nel tentativo di uccidere uno dei servi di Akakabuto, Mosa. Doppiato da Takeshi Aono.
- Wilson (ウィルソン) Rough Collie

Una volta era un cane da circo che viaggiava per tutto il Giappone. Quando la sua compagno di Leen e suo figlio Londo vengono uccisi da Kurojaki, quest'azione spinge Wilson a tentare di uccidere il figlio di Kurojaki, Tesshin per vendicarsi. Per fortuna viene fermato da Cross, e dopo entra a far parte del gruppo di Ben. Wilson conosce molte storie, e la sua conoscenza viene spesso a portata di mano.
Doppiato da Kōichi Hashimoto.
- Musashi (武蔵) Tosa inu

Una volta campione nel combattimento, anche lui si è unirà al gruppo di Ben.
- Hakurō (白狼?) Siberian Husky

Ha viaggiato tutta Hokkaido per unirsi alla lotta contro Akakabuto. Ha un bizzarro senso dell'umorismo ed è piuttosto incline ad agire.
Nel manga, perde una gamba in un raid dei lupi.
- Kisaragi (如月) Siberian Husky

Lui e altri tre generali Uzuki, Hazuki, e Minazuki sono a capo di un branco di oltre 600 cani. Si uniranno al branco di Gin.

### Umani
- Takeda Gohei (竹田 五兵衛)

Un cacciatore burbero e dal temperamento violento è il padrone di Shiro, Riki e Gin. Il "nonno" del villaggio ha 64 anni durante gli eventi di GNG. Cinque anni precedenti, perse il suo cane, Shiro, (nonno di Gin) per Akakabuto, ma allo stesso tempo riuscì ad accecarlo all'occhio destro. Dopo la nascita di Gin, lo allena diventando in parte proprietario. Alla fine del manga, Gohei si ammala, e si riunisce con Gin e Riki per l'ultima volta prima di morire. Mentre viene portato via in auto, il branco di Gin, che era sul lato della strada, cominciano a ululare in onore di Gohei.
- Daisuke (大辅)

Proprietario originale Gin, prima Gohei lo prese. Daisuke ha di 12 anni, ed è il figlio del proprietario di un lodge di sci locale. Molto esuberante e spesso impertinente, Daisuke giura di uccidere Akakabuto con l'aiuto di Gin.
- Hidetoshi (秀俊)

Ex proprietario di John; è il figlio arrogante di un sindaco locale che è stato ucciso da Akakabuto. Lui è un esperto cacciatore che insegna Daisuke come gestire un arco da caccia. Egli, insieme con il suo cane da caccia, uccidono due cuccioli di Akakabuto. Dopo si dedica alla medicina e diventa un chirurgo gestendo un ospedale privato.

### Orsi
- Akakabuto (赤カブト)

L'antagonista principale. Conosciuto anche come il famigerato 'Onikubi' o orso-demone, Akakabuto in giapponese significa "elmo rosso" (o "casco rosso") per la criniera bagliore rosso sulla schiena. Ha terrorizzato gli esseri umani e cani per anni. Il suo occhio destro è stato colpito sei anni fa da Takeda Gohei. A causa delle dimensioni, non è in grado di andare in letargo e cresce ad una dimensione inimmaginabile. Gin alla fine lo uccide nella battaglia finale, decapitandolo con l'attacco Zetsu Tenrou Battouga.
- Madara (マダラ)

Ha molte macchie bianche sul suo corpo, e quindi il suo nome; Madara significa "spot" in giapponese. Ha sfidato Akakabuto all'inizio della serie, ma ha perso con un solo colpo. Successivamente Akame e Gin lo uccideranno infilzandogli un grosso ramo attraverso la bocca e la nuca.
- Mosa (モサ)

Un altro dei luogotenenti di Akakabuto, la sua zampa destra è deformata. Tuttavia, Mosa è molto rapido e intelligente. È stato ucciso in un attacco da Benizakura, che lo ha legato sott'acqua in un fiume, facendo annegare tutti e due.
- Gaki (牙鬼)

Un figlio di Akakabuto, e usato come suo sostituto. Riki gli stacca gli artigli, credendo che fosse Akakabuto, ma indebolito dopo aver usato l'attacco lascia vivere Gaki.
- Orso Arpionato

Egli cerca di impressionare Akakabuto spingendo il branco di Gin verso Gajou, ma Akakabuto è furioso e lo tradisce, uccidendolo.
- Kesagake (ケサガケ)

Uno dei luogotenenti di Akakabuto. Egli è incaricato di sorvegliare i percorsi Gajou, ma viene ucciso dall'Orso Arpionato.